# Operativo Conjunto Baja California
El Operativo Conjunto Baja California, denominado también Operativo Tijuana, se centra en la Zona metropolitana de Tijuana. Es parte de las operaciones conjuntas contra el narcotráfico llevadas a cabo por el gobierno federal mexicano envió con el aval del gobierno del estado de Baja California, a 3,296 elementos de las secretarías de la Defensa Nacional, Marina, Seguridad Pública Federal, y la PGR, para enfrentar al crimen organizado en esa localidad.
El secretario de gobernación Francisco Javier Ramírez Acuña, puntualizó al dar inicio el operativo:
No permitiremos que algún estado sea rehén del narcotráfico, del crimen organizado o de la delincuencia común. El gobierno de la República trabaja al servicio de los mexicanos....

## Conformación de la Operación Conjunta

### Secretaría de la Defensa Nacional
- 2,620 efectivos
- 21 aviones
- 9 helicópteros
- 28 embarcaciones menores
- 247 vehículos tácticos militares
- 10 perros adiestrados.

### Secretaría de Marina
Los efectivos de la Armada de México emprenderán acciones como la inspección de buques nacionales y extranjeros que naveguen en aguas mexicanas, así como a vehículos terrestres.

### Secretaría de Seguridad Pública Federal
Participará en operativos mixtos, con filtros de revisión móviles, a fin de combatir los delitos en flagrancia, el tráfico de drogas y de personas, así como los secuestros.
La SSP será responsable de los patrullajes en la ciudad fronteriza, así como de labores de inteligencia e investigación, cumplimiento de órdenes de aprehensión, cateos y aseguramientos; asimismo coordinará una estrategia de participación ciudadana que se enfocará a la denuncia.

### Procuraduría General de la República
Su participación consta de un equipo especial de agentes del Ministerio Público para investigar delitos, asegurar bienes, desmantelar laboratorios clandestinos y obtener las órdenes de aprehensión, reaprehensión e intervención de comunicaciones que sean necesarias.
Además, la dependencia realizó el mapa de atención prioritaria y proporcionará las herramientas de intercambio de información criminal en tiempo real, para facilitar las detenciones.
Los elementos de la Agencia Federal de Investigación (AFI) y de la Policía Federal Preventiva (PFP) han sido cambiados de adscripción.
El Ejército Mexicano tendrá bajo su responsabilidad las acciones de localización erradicación y destrucción de cultivos ilícitos en el estado de amapola y mariguana.

## Resultados en 2007
El General Sergio Aponte Polito, comandante de la II Región Militar emitió en un comunicado los siguientes resultados en 2007: 
Aseguración de:
- 399,481 kg de mariguana
- 2,723 kg de cocaína
- 251 kg de heroína
- 223 kg de cristal
- 467 vehículos
- 595 armas de fuego
- 570 individuos detenidos por delitos contra la salud y violación a la Ley Federal de Armas de Fuego y Explosivos.[5]

### Arresto del "Matapolicías"
El 3 de abril fue aprehendido el líder de una banda de secuestradores Víctor Magno Escobar Luna (alias "El Matapolicías"), quien se pensaba que tenía vínculos con la policía estatal desde hacía al menos diez años. También se cree que fue miembro de la policía estatal durante algunos años.
No fue hasta el 25 de noviembre del 2023, cuando Víctor Magno Escobar Luna fue sentenciado a 66 años y 891 días de prisón, esto después de una extensa investigación, donde fue señalado de los delitos de delincuencia organizada, secuestro y homicidios.

### Tiroteo en el hospital general
El  18 de abril de 2007, un grupo armado ingresó al Hospital General de Tijuana, tomó rehenes e intentó liberar a un capo que estaba siendo atendido en el hospital. El intento de rescate no tuvo éxito, lo que ocasiono un enfrentamiento entre policías municipales, estatal y unidades del Ejército, siendo posteriormente detenidos por fuerzas estatales y federales. Tres personas fueron reportadas muertas después del tiroteo y cinco personas detenidas más tarde, conmocionando a la sociedad por la crudeza del tiroteo.
No fue hasta el 27 de agosto, agentes de policía encontraron tres cuerpos decapitados en un basurero de Tijuana, asesinados por cárteles de la droga.

### Desarme de policías municipales
El 29 de diciembre, todo el cuerpo policial de la ciudad de Rosarito, Baja California, es desarmado de sus armas tras sospechas de colaboración con cárteles de la droga. Este ataque ocurrió después de un atentado fallido contra el entonces Capitán de la policía municipal, Jorge Eduardo Montero en la cabecera municipal de Rosarito. No fue hasta mayo de 2019, cuando es detenido uno de los autores del ataque contra el excapitán

### Resultados de 2007
Las fuerzas federales confiscaron las armas de los agentes de la policía local y dieron una explicación oficial para realizarles un control de huellas dactilares. Durante este tiempo la criminalidad aumentó entre un 40% y un 50% ya que los policías quedaron desarmados. Los secuestros disminuyeron de seis a dos en comparación con 2006. También se ha sorprendido a agentes de la policía federal recibiendo sobornos. Las muertes por arma de fuego disminuyeron de sólo 27 de enero de 2006 a 23 en enero de 2007. Los departamentos de policía locales también informaron aumentos del 400% en la delincuencia entre menores. En mayo de 2007, tras la decepción de la población, el presidente Felipe Calderón pidió a la ciudadanía tener paciencia y declaró que tal vez no sea en su gobierno cuando se vean los resultados de estos operativos.

## 2008
El 28 de enero, personal del ejército del Ejército, el 5.º batallón de fuerzas especiales y 2.º Regimiento de Caballería Motorizada lograron el arresto de Alfredo Araujo Ávila alias El Popeye en Tijuana. Alfredo Ávila es conocido por ser uno de los asesinos más activos desde los años 1980 hasta principios de los años 1990 del Cártel de Tijuana en los estados de Sinaloa y Baja California.
El 26 de abril, 15 sicarios del Cártel de Tijuana fueron asesinados en un tiroteo contra rivales, resaltando entre los muertos a Luis o Raybel López Uriarte, El Muletas o El Furcio, lugarteniente del cártel de los Arellano Félix. Además de los 15 muertos, se reportaron nueve delincuentes heridos.
El 18 de mayo, en la ciudad de Playas de Rosarito, Baja California, el 28 Batallón de Infantería recibió un aviso de que hombres estaban descargando bultos desde una embarcación a tres vehículos, inmediatamente el ejército fue enviado a la zona. Al llegar, el equipo de Air Recon confirmó el informe. Al darse cuenta de que habían sido capturados, los hombres se dispersaron por el área pero fueron aprehendidos, 11 sospechosos fueron arrestados junto con 2 toneladas de marihuana.

### Eduardo Arellano Félix
El 26 de octubre, la Policía Federal apoyada por fuerzas especiales del 5.º Batallón de Fuerzas Especiales captura al narcotraficante Eduardo Arellano Félix alias "El Doctor" después de un tiroteo en Tijuana.  No fue sino hasta el 21 de agosto de 2021 que Eduardo Arellano Félix fue liberado, según su abogado porque había cumplido el 85 % de los 15 años a que estaba sentenciado.

## 2009
El 3 de octubre, el gobierno ordenó 300 Infantería Naval Mexicana y fuerzas de la Policía Federal como "respuesta inmediata" a Tijuana, BC. la medida se produce luego de una serie de agresiones a agentes de la Policía Municipal. Diez días después militares balearon a un joven de 21 años y otros de 17 y 11 años, mientras a un adolescente de 15 años lo golpearon al confundirlos con sicarios durante una persecución en el municipio de Playas de Rosarito, Baja California.

## 2010
- 12 de enero - Fuerzas de la Policía Federal capturaron al narcotraficante de Tijuana Teodoro García Simental alias "El Teo" en su casa en La Paz. Más tarde ese día fue transportado a Ciudad de México.[32][33][34]
- 16 de enero - Debido a la preocupación por el aumento de la violencia por la captura de El Teo, 1,000 militares entre ejército y marinos fueron enviados a las zonas más violentas de Tijuana por solicitud del Gobernador de Baja California José Guadalupe Osuna Millán.[30]
- 16 de abril - Mexicali, En las Colonias de Carranza y Naranjos, son arrestadas seis personas que pertenecen al Cártel de Sinaloa. Se incautaron 125,8 kilos de cocaína, 17,6 kilos de “ICE”, fusiles de asalto, cargadores de fusiles y 25 vehículos.
- 27 de abril - Tijuana, En La Colonia de Lomas de la Presa fueron detenidos cuatro sospechosos quienes estaban en posesión de 112 kilos de marihuana.
- 28 de abril - Tijuana, En las Colonias de Gas y Anexas, tres personas que se presumen miembros del Cártel de Tijuana y que estaban bajo el mando de Luis Fernando Sánchez Arellano fueron arrestados. Se incautaron 2 rifles de asalto, 124 cargadores de rifle, 700 gramos de “cristal” y 490 gramos de marihuana.
- 29 de abril - En Mexicali, en la Colonia de Alamitos, un conocido narcotraficante llamado Jorge Aarón Samanduras Hernández, de 24 años, fue arrestado en posesión de 110 mil dólares, 9 pistolas y 297 cargadores de pistola.
- 30 de abril - La Policía Estatal Preventiva (PEP) de Baja California arrestó a 5 individuos vinculados al Cártel de Sinaloa, luego de allanar un taller de llantas en Mexicali. Durante el operativo también se incautaron cerca de una tonelada de marihuana, 1 lanzagranadas, 1 ametralladora Browning M2, varias ametralladoras y cargadores de rifle.[35]
- 8 de junio: tropas del ejército mexicano arrestaron a dos miembros del cártel Arellano Félix en el municipio de Comondú. Se presume que Inés Zamudio Beltrán y Obed Güereña Arvizu son lugartenientes de ese municipio. Se dice que Inés Zamudio Beltrán tiene vínculos con la familia del alcalde del municipio, Joel Villegas Ibarra.[36] Fue liberado un mes después.

### 2011
- 7 de noviembre: Tropas del ejército mexicano arrestan a Juan Francisco Sillas Rocha, Sillas Rochas era considerado el lugarteniente de Luis Fernando Sánchez Arellano.[37]

### 2012
- 27 de abril - La Policía Estatal Preventiva (PEP) de Baja California arrestó a Octavio Leal Hernández (El Chapito), un lugarteniente cercano de Luis Fernando Sánchez Arellano.[38]
- 3 de julio - Tropas del ejército mexicano arrestaron a Julio César Salas Quiñonez, Salas Quiñonez era considerado como lugarteniente de Luis Fernando Sánchez Arellano.[39]

## Resultados posteriores
Después de una larga batalla entre el Gobierno Federal y los Carteles del Narcotráfico. En Tijuana y Baja California, a partir del 2010, comenzó a disminuir la violencia en relación con el Crimen Organizado (llámese Asesinatos, Secuestros. Este hecho marcó un cambio en la historia de la ciudad y de la Guerra contra el narcotráfico en México, pues Tijuana se convirtió en una ciudad modelo para el resto de la República Mexicana. Al 2011 se registró una disminución del 70% de la violencia. Y en 2012 los casos de violencia siguen siendo a la baja. Aunque se siguen registrando casos de narcomenudeo, situación que se sigue combatiendo en este estado fronterizo.
El 13 de julio de 2023, una investigación de casi 20 años contra docenas de acusados del Cartel de Tijuana concluyó cuando el ex sicario del cartel Juan Francisco Sillas Rocha se declaró culpable de tres cargos, incluida conspiración para cometer asesinato, en un tribunal federal de EE. UU. en Fargo, Dakota del Norte.